# Spiropsammia
Spiropsammia, en ocasiones erróneamente denominado Spirosammia, es un género de foraminífero bentónico de la subfamilia Spiropsammiinae, de la familia Pavonitinidae, de la superfamilia Pavonitinoidea, del suborden Spiroplectamminina y del orden Lituolida. Su especie tipo es Cyclammina uhligi. Su rango cronoestratigráfico abarca desde el Oligoceno hasta el Plioceno inferior.

## Discusión
Clasificaciones previas incluían Spiropsammia en el suborden Textulariina del Orden Textulariida, o en el orden Lituolida sin diferenciar el suborden Spiroplectamminina.

## Clasificación
Spiropsammia incluye a las siguientes especies:
- Spiropsammia primitiva †
- Spiropsammia primula †
- Spiropsammia uhligi †